# 광역관동권
광역관동권(일본어: 広域関東圏 코이키칸토켄[*])은 일반적으로, 관동 1도 6현(이바라키현, 도치기현, 가나가와현, 군마현, 사이타마현, 지바현, 도쿄도)과 신에쓰 지방 동부에 위치한 고신에쓰 3현(야마나시현, 나가노현, 니가타현)과 시즈오카현을 포함한 지역이다. 정의에 따라서 후쿠시마현을 포함하는 경우도 있다.